# Michał Jurijewicz
Michał I Jurijewicz (zm. 1176) – wielki książę włodzimierski (1174–1176), syn Jerzego Dołgorukiego, brat Andrzeja I Bogolubskiego.
Objął władzę w Wielkim Księstwie Włodzimierskim po śmierci brata, wybrany na życzenie bojarów kilku księstw.
Przyłączył bez wojny Księstwo Suzdalskie i Rostowskie, a później Riazańskie. Jego panowanie spotkało się z powszechnym zadowoleniem poddanych, jednak nie trwało długo, gdyż nie cieszył się dobrym zdrowiem, i wkrótce zmarł.